# Johannes de Cleve
Johannes de Cleve (* 1528 oder 1529 wahrscheinlich in Kleve; † 14. Juli 1582 in Augsburg) war ein franko-flämischer Komponist, Kapellmeister und Sänger der Renaissance.

## Leben und Wirken
Bei Johannes de Cleve sind Stadt oder Herzogtum Kleve als Geburtsort zwar nicht sicher nachweisbar, aber wegen der Inschrift auf seinem Grabmal („Johis de Cleve … excellens de Cleve Musicus“) und wegen seiner Benennung in musikalischen Sammelwerken („Clivensis“) sehr wahrscheinlich; aus der gleichen Grabinschrift ergibt sich auch das ungefähre Geburtsjahr, wenn es hier heißt: „Aeta 53“. Unsicher ist, ob er mit einem Musiker mit gleichem Familiennamen in Bergen op Zoom verwandt ist; der Musikforscher Edmond Vander Straeten hat schon 1867 darauf hingewiesen, dass der Name „de Cleve“ im flämischen Raum häufiger vorkommt.
Zu de Cleves familiärer Abstammung sowie zu seiner Schul- und Ausbildungszeit sind keine Informationen überliefert. Das Vorhandensein einer Komposition von ihm im Manuskript-Archiv der St. Pieterskerk in Leiden und von zwei Motetten im ersten und dritten Buch der Sammlung Ecclesiasticarum cantionum, die beide 1553 bei Tielman Susato in Antwerpen erschienen sind, deuten darauf hin, dass de Cleve eine erste Schaffensperiode im niederländischen Raum hatte. Ab dem Jahr 1553 gibt es Belege für seine Tätigkeit als Sänger (Tenorist) in der Hofkapelle von Kaiser Ferdinand I. (1503–1564) in Wien. Mit Ferdinands Auftrag rekrutierte Johannes de Cleve 1559/60 in den Niederlanden acht neue Sänger für die Wiener Hofkapelle; dem Kaiser widmete er auch die beiden Bücher mit vier- bis sechsstimmigen Cantiones sacrae.
Als Kaiser Ferdinand 1564 starb und die Hofkapelle aufgelöst wurde, gründete sein Sohn, Erzherzog Karl II. (1540–1590), in Graz eine eigene neue Hofkapelle und ernannte Johannes de Cleve zu deren Leiter. Dieses Amt versah der Komponist für sechs Jahre, bis er hier im Jahr 1570 auf eigenen Wunsch wegen körperlicher Schwäche ausschied; er lebte aber wahrscheinlich zunächst noch in Wien. Erzherzog Karl hatte de Cleves Verdienste um die Hofkapelle bei seinem Ausscheiden mit einer lebenslangen jährlichen Pensionszahlung von 200 Gulden honoriert, allerdings mit der Verpflichtung, dass de Cleve weiterhin Kompositionen für die Hofkapelle liefern sollte. Es gibt einen Brief de Cleves vom 14. März 1576 an Johann Rasch, den Organisten der zum Wiener Schottenkloster gehörigen Liebfrauenkirche, in dem er bittet, „die 600 Gulden zu erheben, da er im nächsten Sommer und auf einige Jahre sich gern an einem anderen Ort versuchen möchte“.
Es gibt Belege für einen Aufenthalt des Komponisten in Augsburg ab April 1579, wo er offenbar ohne Anstellung lebte; er erfüllte seine Verpflichtung und widmete seinem früheren Dienstherrn das Werk Cantiones seu harmoniae sacrae, erschienen 1579. Er wirkte auch bis zu seinem Tod als Musiklehrer, neben anderen Schülern auch als Lehrer des Augsburger Domkapellmeisters Bernhard Klingenstein.

## Bedeutung
Johannes de Cleve steht in der Tradition der niederländischen Vokalpolyphonie, wobei der kontrapunktisch-lineare Stil besonders in seinen Motetten zu Tage tritt; hier wird er jedoch bewusst mit moderneren stilistischen Mitteln kombiniert. In den frühen Kompositionen de Cleves besitzt der imitierende Stil einen ausgesprochenen Vorrang: in der sechsstimmigen Motette „Mirabilia testimonia tua“ gibt es einen Kanon in der None zwischen den beiden Tenorstimmen – eine Erinnerung an den Stil der Josquin-Generation. Zu den moderneren Stilmitteln der späteren Werke gehören eine korrekte Text-Deklamation, eine bewusste Anwendung rhetorischer Figuren und gelegentlich eine mit Worten hergestellte Expressivität. Eine solche vergleichsweise moderne Textbehandlung zeigt der Komponist in seinen Evangelienmotetten. So wird in der Motette „Ego sum veritas et vita“ ein Text vertont, der zum einen Teil aus dem Evangelium stammt, zum anderen Teil aus einer Offiziums-Antiphon. In der Motette „Filiae Jerusalem“ wird am Ende des 2. Teils der Beginn des Werks musikalisch und rhetorisch wiederholt, wodurch eine umrahmende Struktur entsteht.
In den früheren Messen verwendete de Cleve einen durchimitierenden und wie in den Motetten einen zur Klangfülle neigenden Stil (Beispiel: die Parodiemesse „Dum transisset sabbatum“ zu sechs Stimmen nach einer eigenen Motette). Spätere solche Werke zeigen einen mehr homophonen und syllabischen Zug, in dem aber eine kontrapunktische Stimmführung immer noch vorhanden ist (Beispiel: die Messe „Vous perdes temps“ zu vier Stimmen nach einer Chanson von Claudin de Sermisy). Bemerkenswert sind de Cleves 20 vierstimmigen Sätze über protestantische Kirchenlieder (davon acht von Martin Luther), die 1574 in der Gesang Postill des Grazer Pfarrers Andreas Gigler erschienen sind. Hier zeigt sich die Kompositionsweise Johannes de Cleves mehr von der konservativen Seite: der Cantus firmus liegt im Tenor und wird von drei kontrapunktischen Stimmen begleitet, die sich imitieren. Stimmführungen und eine Harmonisierung, die sich an kirchentonalen Vorgaben orientiert, verweisen hier auf frühere Vorbilder. Ähnlich konservativ wirkt die Verwendung des Gregorianischen Chorals als Cantus firmus im Tenor von Messkompositionen. Die bei Johannes de Cleve anzutreffende stilistische Vielfalt scheint nach Meinung von Musikwissenschaftlern auch von den komponierenden Grazer Kapellmitgliedern auszugehen, deren Vielfalt der Komponist zum Ausgangspunkt nahm, mit den verschiedenen Kompositionstypen zu experimentieren.

## Werke (chronologisch)
- 1 Motette zu vier Stimmen im „Liber primus ecclesiasticarum cantionum“, Antwerpen 1553
- 1 Motette zu vier Stimmen im „Liber tertius ecclesiasticarum cantionum“, Antwerpen 1553
- 1 Motette zu vier Stimmen im „Quartus tomus Evangeliorum“ zu vier bis sechs Stimmen, Nürnberg 1555
- 1 Motette zu sechs Stimmen im „Novum et insigne opus musicum“ zu vier bis sechs Stimmen, Nürnberg 1558
- „Cantiones sacrae“ zu vier bis sechs Stimmen, 2 Bücher, Augsburg 1559
- Missa super „Dum transisset sabbatum“ zu sechs Stimmen in „Praestantissimorum artificium lectissimae missae“ zu fünf bis sechs Stimmen, Wittenberg 1568
- 1 Motette zu fünf Stimmen in „Novi thesauri musici“ zu vier bis acht Stimmen, Band 1, Venedig 1568
- 3 Motetten zu vier bis acht Stimmen in „Novi atque catholici thesauri musici“ zu vier bis acht Stimmen, Band 2, Venedig 1568
- 1 Motette zu sieben Stimmen in „Liber quintus & ultimus“ zu vier bis acht Stimmen, Venedig 1568
- 20 Tenorsätze zu Kirchenliedern zu vier Stimmen im „Gesang Postill“, Graz 1574
- „Cantiones seu harmoniae sacrae“ zu vier bis zehn Stimmen, Augsburg 1579
- 2 Motetten-Intabulierungen im „Tabulaturbuch auff Orgeln und Instrument darinne“, Leipzig 1583
- Missa super „Vous perdes temps“ zu vier Stimmen (ohne Jahreszahl)
- 12 verschiedene Werke in Manuskriptform